# Candido Cannavò
(Giorgio Napolitano, Presidente della Repubblica.)
Candido Cannavò (Catania, 29 novembre 1930 – Milano, 22 febbraio 2009) è stato un giornalista e mezzofondista italiano.

## Biografia
Atleta di fondo e mezzofondo a livello nazionale, a diciannove anni ha iniziato a svolgere l'attività di giornalista sportivo nel quotidiano La Sicilia. Dal 1952 al 1955 ha ricoperto la carica di presidente del CUS Catania. Nel 1955 è stato ingaggiato come corrispondente da La Gazzetta dello Sport. Successivamente è diventato anche inviato speciale e tra le manifestazioni di cui si è occupato si ricordano alcuni Mondiali di calcio, ben 9 Olimpiadi e moltissimi Giri d'Italia.
Nel 1981 è diventato vicedirettore, poi condirettore e nel 1983 è succeduto a Gino Palumbo come direttore responsabile del quotidiano. È rimasto in carica 19 anni, fino al 12 marzo 2002, quando è stato sostituito da Pietro Calabrese. Durante la sua carica, La Gazzetta dello Sport si è consolidata come primo quotidiano italiano e maggiore quotidiano sportivo europeo, ha ripreso la pubblicazione del settimanale legato alla Rosea (prima La Gazzetta dello Sport magazine, poi SportWeek) e ha aperto il proprio sito web. È stato opinionista (sempre per La Gazzetta) e ha curato le rubriche Candidamente e Fatemi capire.
Il suo impegno è andato al di là dello sport. Da sempre si è occupato dei problemi della società, soprattutto della sua terra, e da quando ha smesso di dirigere La Gazzetta ha pubblicato la sua autobiografia e tre saggi di tematica sociale, che narrano la situazione delle prigioni italiane, dei disabili e dei senzatetto. Nonostante le polemiche che l'avevano non di rado contrapposto a Gianni Brera, è stato uno degli iniziatori e dei più validi sostenitori del Premio Gianni Brera - Sportivo dell'anno, che ne onora la memoria.
È morto il 22 febbraio 2009, all'età di 78 anni, dopo essere stato ricoverato per alcuni giorni all'"Istituto clinico Santa Rita" di Milano in seguito ad un'emorragia cerebrale. In suo onore, nella giornata stessa, su tutti i campi di calcio è stato osservato un minuto di silenzio. Riposa al Cimitero Monumentale di Milano, nella Cripta del Famedio, sopra la tomba di Giuseppe Meazza. Un mese dopo la sua scomparsa, il 22 marzo 2009 La Gazzetta dello Sport ha deciso di intitolargli sia l'ufficio del direttore (con il nome di "Stanza Candido Cannavò") sia la maglia bianca del Giro d'Italia. Il 2 gennaio 2010 il comune di Castellania (AL) paese natale di Fausto e Serse Coppi, nel 50º della morte di Fausto Coppi, ha dedicato una piazza a Candido Cannavò.

## Vita privata
Dalla moglie, la ballerina e insegnante di flamenco Franca Roberto (pionieristica nella diffusione in Italia di questa danza), sposata il 7 dicembre 1960, ha avuto i figli Alessandro, Marilisa e Marco. Alessandro, anch'egli giornalista, lavora come redattore capo al Corriere della Sera.

## Opere
- Una vita in rosa, Milano, Rizzoli, 2002
- Libertà dietro le sbarre, Milano, Rizzoli, 2004[10]
- E li chiamano disabili, Milano, Rizzoli, 2005
- Pretacci. Storie di uomini che portano il Vangelo sul marciapiede, Milano, Rizzoli, 2008. ISBN 9788817020084